# Ante Mašković
Ante Mašković (Split, 7. kolovoza 1979.), hrvatski plivač.
Na Olimpijskim igrama 2000. bio je pričuva.
Na europskom prvenstvu u kratkim bazenima 2000. godine je postao europski prvak na 50 metara leđno. Iste je godine osvojio brončanu medalju u štafeti 4 x 50 metaraa mješovito. Na istom je natjecanju 2001. godine osvojio srebrnu medalju na 50 metara leđno.
Bio je član splitskog Jadrana, zagrebačke Mladosti te Cambridge Aquajets i Cambridge Ontario iz Kanade.